# أنجو (بيونغان الجنوبية)
أنجو-سي هي مدينة تقع في مقاطعة بيونغان الجنوبية، كوريا الشمالية. بلغ تعداد سكانها إلى 240,117 نسمة في عام 2008. ويمر نهر تشونغتشون خلالها.

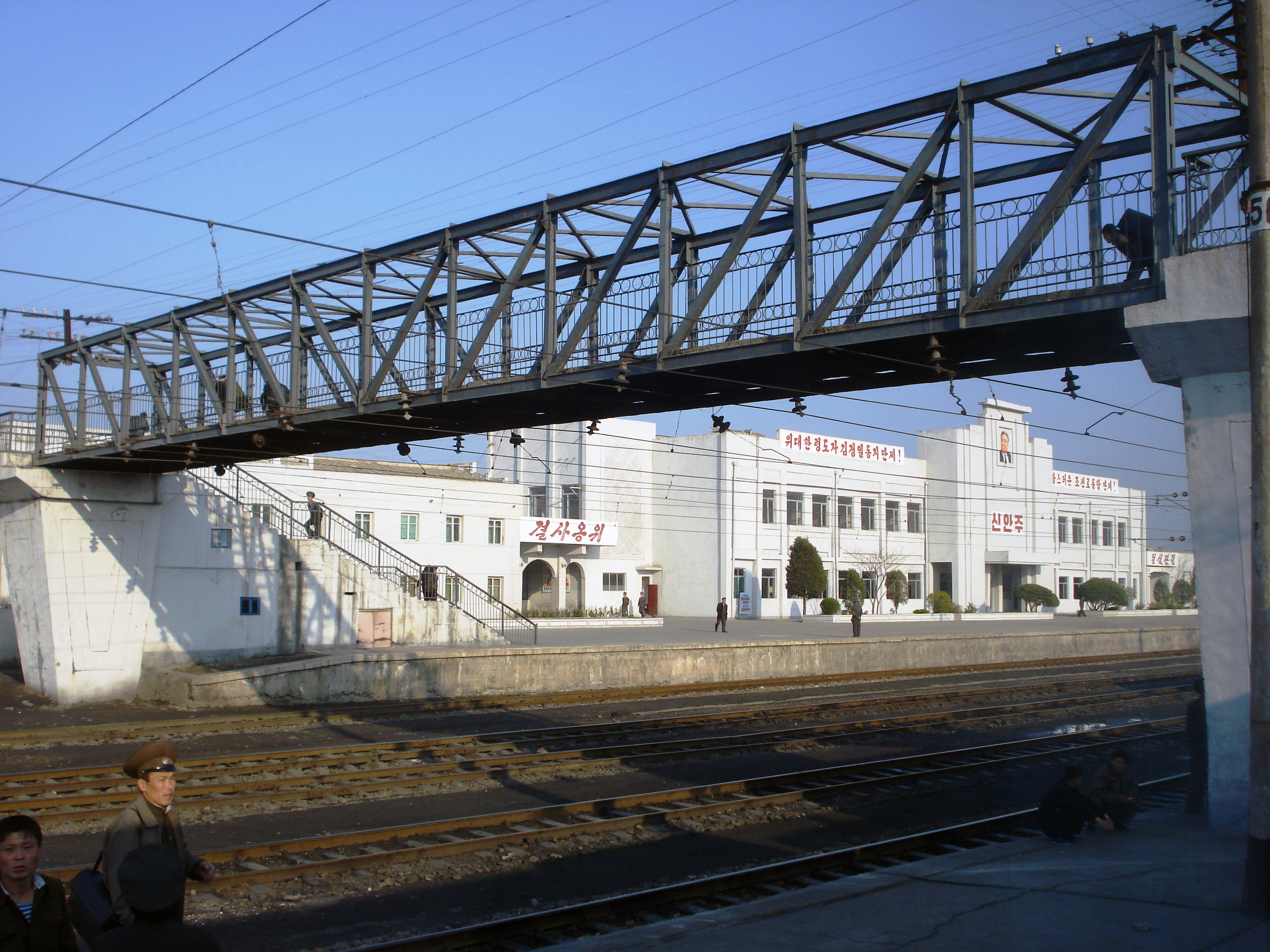
محطة سيناجو الحديدية، في الجزء الغربي لمدينة انجو

## الاقتصاد
تقع أنجو بالقرب من تراكمات كبيرة من الفحم الصلب، حيث تحتوي على أكبر منشئات صناعة الفحم في الدولة، وتحوي التراكمات على أكثر من 130 مليون طن متري من الفحم. 

## المواصلات
أنجو تتصل بعدة محطات على خطوط بيانغوي وكايتشون التابعة للخطوط الحديدية الكورية.

## أعلام
- كيم يانغ غون
- تشارلز هيركيولز غرين